# Elizabeth Brown
Elizabeth Brown (6 de agosto de 1830 – 5 de marzo de 1899) fue una astrónoma británica que se especializó en observaciones solares, especialmente en manchas solares y eclipses solares.
Elizabeth nació en Cirencester, Gloucestershire. Su padre, Thomas Brown, la inició en el uso del telescopio y desde entonces empezó a observar manchas solares. Cuando su padre murió, a la edad de 91 años, fue liberada de sus deberes domésticos y filiales y empezó a viajar por todo el mundo para grabar sus observaciones. Publicó, de manera anónima, dos libros sobre sus viajes.
Se unió a la Sociedad Astronómica de Liverpool después de la muerte de su padre en 1883. En este tiempo la sociedad operaba como una asociación de astrónomos amateurs a través de Gran Bretaña más que como una organización local. Brown realizó un viaje de 140 millas desde su casa, cerca de Cirencester, hasta Liverpool para asistir a sus reuniones.
Brown desempeñó un papel importante en la creación, en 1890, de la Asociación Astronómica Británica para coordinar el trabajo de astrónomos amateurs. Llegó a ser la directora de la sección solar de la asociación, puesto que mantuvo hasta su muerte en 1899. También contribuyó en las actividades de otras secciones de observación, incluyendo la luna, estrellas variables y estrellas de color.
La Asociación Astronómica Británica aceptó mujeres como miembros desde su inicio, a diferencia de la Real Sociedad Astronómica. Brown fue una de las tres mujeres propuestas para formar parte de la RAS en 1892, pero no recibieron los votos suficientes para ser elegidas. Las otras dos eran Alice Everett y Annie Russell. Del mismo modo, la nominación de Isis Pogson había sido rechazada en 1886. Las primeras mujeres que formaron parte fueron elegidas en 1915.
Su trabajo sobre el registro diario de manchas solares le hizo adquirir una reputación distinguida entre los astrónomos de su época.
Elizabeth Brown viajó mucho para buscar eclipses solares, una aventura que describe en su trabajo En persecución de una Sombra (1887). El título del libro revela la influencia del meteorólogo Luke Howard, quién utilizó esta expresión para describir su trabajo sobre las nubes. Un segundo conjunto de memorias, Cogido en los Trópicos, aparecieron en 1890.

## Publicaciones
- Brown, Elizabeth (1881). «The aurora of 1881, January 31». The Observatory 4 (47): 92. Bibcode:1881Obs.....4...92B.
- Brown, E (1881). «Fall of an aerolite». The Observatory 4 (51): 212. Bibcode:1881Obs.....4..212B.
- Brown, E (1881). «A Large Meteor». The Observatory 4 (54): 296. Bibcode:1881Obs.....4..296B.
- Brown, E (1882). «Remarkable Sun-spots of April 1882». The Observatory 5 (62): 172. Bibcode:1882Obs.....5..172B.
- Brown, E (March 1883). «Meteor». Nature 27 (700): 508. Bibcode:1883Natur..27..508B. doi:10.1038/027508c0.
- Brown, E (April 1883). «The Zodiacal Light (?)». Nature 27 (704): 605. Bibcode:1883Natur..27..605B. S2CID 4101295. doi:10.1038/027605f0.
- Brown, E (1884). «Fine Display of Aurorae». The Observatory 7 (90): 297-298. Bibcode:1884Obs.....7..297B.
- Brown, E (March 1885). «Auroræ». Nature 31 (803): 458. Bibcode:1885Natur..31..458B. doi:10.1038/031458d0.
- Brown, E (1890). «Sun-spots of 1889». The Observatory 13 (163): 212. Bibcode:1890Obs....13..212B.
- Brown, E (1891). «A few hints to Beginners in Solar Observation». Publications of the Astronomical Society of the Pacific 3 (16): 172-175. Bibcode:1891PASP....3..172B. S2CID 121142830. doi:10.1086/120283.
- Brown, E (1892). «Note on the Recent Large Groups of Sun-spots». Journal of the British Astronomical Association 2 (5): 210-211. Bibcode:1892JBAA....2..210B.
- Brown, E (1892). «Unusual Appearance in a Sunspot». JBAA 2 (10): 504. Bibcode:1892JBAA....2..504B.
- Brown, E (1893). «Note on the Sunspot of December 24-26, 1892». JBAA 3 (4): 186-187. Bibcode:1893JBAA....3..186B.
- Brown, E (March 1893). «Some Typical forms of Sunspots». JBAA 3 (6): 272-273. Bibcode:1893JBAA....3..272B.
- Brown, Elizabeth (1893). «The Total Solar Eclipse of 1896». The Observatory 16: 326-327. Bibcode:1893Obs....16..326B.
- Brown, E (1893). «Large Sun-spots of August 1893». JBAA 3: 494-496. Bibcode:1893JBAA....3..494B.
- Brown, E (1893). «Arrangements for Total Solar Eclipse of August 8, 1896». The Observatory 16 (205): 414-415. Bibcode:1893Obs....16..414B.
- Brown, E (1894). «Note on a Peculiar Feature of the Large Sun-spot of February 1894». JBAA 4 (7): 300. Bibcode:1894JBAA....4..300B.
- Brown, E (1894). «A Visit to the Madrid Observatory». JBAA 4 (8): 361-362. Bibcode:1894JBAA....4..361B.
- Brown, E (1894). «1894 Transit of Mercury». JBAA 4 (10): 435-6. Bibcode:1894JBAA....4..435..
- Brown, Elizabeth (1895). «Variable Orange Stars». The Observatory 18 (225): 120. Bibcode:1895Obs....18..120B.
- Brown, E (1895). «Note on the Zodiacal Light seen at Barbados in January 1890». JBAA 5: 307. Bibcode:1895JBAA....5R.307B.
- Brown, Elizabeth (1895). «Variable Orange Stars». The Observatory 18 (227): 200-201. Bibcode:1895Obs....18..200B.
- Brown, E (1895). «Growth and Decay of Sunspots». JBAA 5 (9): 460-461. Bibcode:1895JBAA....5..460B.
- Brown, E (1895). «The Sunspots of the Past Year». JBAA 6 (1): 15-20. Bibcode:1895JBAA....6...15B.
- Brown, E (1895). «Colours of Stars». JBAA 6 (1): 32-33. Bibcode:1895JBAA....6...26..
- Brown, Elizabeth (1897). «Section for the Observation of Variable Stars. Observations of Variable and Suspected Variable Stars». Memoirs of the British Astronomical Association 5 (2): 28-29. Bibcode:1897MmBAA...5...28B.
- Brown, Elizabeth (1898). «Expedition for the Observation of the Total Solar Eclipse, August 9th, 1896. Miss Brown's Report». Memoirs of the British Astronomical Association 6 (1): 22-23. Bibcode:1898MmBAA...6...22B.
- Brown, Elizabeth (1897). «The Green Ray». Memoirs of the British Astronomical Association 8 (1): 46.
- Brown, E (1898). «Remarkable Group of Sun-spots in December 1897». JBAA 8 (4): 186-187. Bibcode:1898JBAA....8..186B.
- Brown, E (1898). «Summary of Sun-Spots for the half year ending March 31, 1898». JBAA 8 (6): 276. Bibcode:1898JBAA....8..276B.
- Brown, E (1898). «Summary of Sun-spots for the Half Year ending September 30th, 1898». JBAA 9 (1): 24. Bibcode:1898JBAA....9...24B.

## Otras lecturas
- Creese, Mary R. S. (2004), "Brown, Elizabeth (1830–1899)", Creese, Mary R. S. (2004), «Brown, Elizabeth (1830–1899)», Oxford Dictionary of National Biography, Oxford: Oxford University Press., Oxford:
- Brück, Mary T. (2009). Women in Early British and Irish Astronomy: Stars and Satellites. Dordrecht: Springer. 2009. pp. 151-156. ISBN 978-90-481-2472-5. doi:10.1007/978-90-481-2473-2.

- Datos: Q3051196
- Multimedia: Elizabeth Brown (astronomer) / Q3051196